# امیتی (اورگن)
امیتی (به انگلیسی: Amity) شهری در شهرستان یمهیل ایالت اورگن است و در سرشماری سال ۲۰۱۱ میلادی، ۱٬۶۱۴ نفر جمعیت داشته که نسبت به سال ۲۰۱۰، ۰٫۰۶ درصد رشد جمعیت داشته‌است.

## موقعیت جغرافیایی
موقعیت جغرافیایی شهرها و مناطق اطراف به شرح زیر است: